# Norbello
Norbello o, cooficialmente y en la variante local del idioma sardo, Norghiddo, es una localidad italiana de la provincia de Oristán, región de Cerdeña,  con 1.176 habitantes.

## Evolución demográfica
| Gráfica de evolución demográfica de Norbello entre 1861 y 2001 |
|                                                                |
| Fuente ISTAT - elaboración gráfica de Wikipedia                |